# Gino Severini
Gino Severini (ur. 7 kwietnia 1883 w Cortonie, zm. 26 lutego 1966 w Paryżu) – włoski malarz.

## Życiorys
Od roku 1906 przebywał w Paryżu. W swej twórczości początkowo związany z pointylizmem, następnie poprzez kubizm przeszedł do futuryzmu. Wspólnie z Umberto Boccionim, Carlo Carrą i Luigim Russolo w lutym 1909 roku ogłosił manifest dotyczący techniki malarstwa futurystycznego (Manifest Futurystyczny). Po roku 1913 w swej twórczości nawiązywał do abstrakcjonizmu, następnie wrócił do sztuki figuratywnej i kubizmu.
Zmarł w Paryżu; został pochowany w rodzinnej miejscowości w Toskanii.

## Niektóre prace
- Formy tancerki w świetle
- Błękitna tancerka
- Pociąg pancerny